# Kuzovatovsky (huyện)
Huyện Kuzovatovsky (tiếng Nga: ? райо́н) là một huyện hành chính tự quản (raion), của Tỉnh Ulyanovsk, Nga. Huyện có diện tích 2111 km², dân số thời điểm ngày 1 tháng 1 năm 2000 là 29900 người. Trung tâm của huyện đóng ở Kuzovatovo.